# 191775 Poczobut
191775 Poczobut è un asteroide della fascia principale. Scoperto nel 2004, presenta un'orbita caratterizzata da un semiasse maggiore pari a 2,732001 UA e da un'eccentricità di 0,130029, inclinata di 8,520224° rispetto all'eclittica.